# Microlampyris basilewski
Microlampyris basilewski is een keversoort uit de familie glimwormen (Lampyridae). De wetenschappelijke naam van de soort werd voor het eerst geldig gepubliceerd in 1956 door Pic.